# 緑色非硫黄細菌
緑色非硫黄細菌（りょくしょくひいおうさいきん）は酸素非発生型光合成を行う光合成細菌の一群で、糸状の群体を形成し滑走により運動するものである。緑色糸状細菌や緑色滑走細菌ともよばれる。緑褐色を呈するものが代表的であるが、その名に反して種によってあるいは条件によっては赤褐色を呈する場合もある。また「非硫黄」といっても実際には硫化水素を光合成に利用して硫黄粒を蓄積する種も含まれている。したがって、この生物群を専門に扱う研究者の間では"filamentous anoxygenic phototrophs"（直訳は「糸状酸素非発生型光栄養生物」、糸状光栄養細菌）と呼ばれ、緑色非硫黄細菌という呼称は過去のものだと考えられている。名称の混乱を避けるために、クロロフレクサス（緑色滑走細菌）を総称として使われることが多くなっている。広義には類縁の非光合成性の細菌を含むクロロフレクサス門全体を指す場合もある。

## 特徴
細長い細胞が縦につながって糸状の群体を形成し、それぞれが滑走により運動する。グラム陰性だが、細胞壁の構造は普通のグラム陰性とは異なる。ほとんどの種が好熱性で、弱アルカリ性の温泉などでバクテリアマットを形成している。基本的には通性嫌気性生物であり、有機物を代謝する従属栄養生物であるが、独立栄養生物もいる。
嫌気的条件下では光化学反応中心やクロロソームなどを形成して酸素非発生型光合成を行う。光化学反応中心はキノン型で、紅色細菌のものや酸素発生型光合成における光化学系IIと類似している。反応中心色素はバクテリオクロロフィル a である。クロロソームと呼ばれる光捕集系に補助色素としてバクテリオクロロフィル c やカロテノイドが含まれていることが多い。緑色非硫黄細菌という名称は緑色硫黄細菌との対比で付けられたものだが、クロロソームという共通性を除けばまったく縁遠いグループである。

## 分類
1970年代初頭に最初の種Chloroflexus aurantiacusが発見され、「クロロフレクサス科」（Chloroflexaceae）をあててきたが、2000年に一部がオシロクロリス科（Oscillochloridaceae）として区別された。また、2013年に分類が整理され、ロセイフレクスス亜目が新設された。この両方を含むものとして「クロロフレクサス目」（Chloroflexales）を用いる。16S rRNA系統解析に基づく原核生物の分類によればクロロフレクサス門（Chloroflexi）に所属する。

### クロロフレクサス亜目
クロロフレクサス科/Chloroflexaceae
- Chloroflexus 属

Chloroflexus aurantiacusとChloroflexus aggregansの2種が知られており、共に好熱性で日本の温泉（箱根、奥鬼怒など）から分離・命名されている。通性嫌気性生物であり、嫌気条件では光合成の電子供与体として主に有機物を利用して光合成従属栄養を営み、水素と二酸化炭素を含む嫌気条件では独立栄養で増殖し、好気条件では化学合成従属栄養で生育する。
オスキロクロリス科/Oscillochloridaceae
- Chloronema giganteum

クロロソームにはバクテリオクロロフィル c ではなく d が含まれている。
- Oscillochloris 属

O. chryseaとO. trichoidesの2種が知られている。中温性で偏性嫌気性である。光合成従属栄養によって生育するが、硫化物イオンを電子供与体として光合成独立栄養を営むことができる。

### ロセイフレクスス亜目
ロセイフレクスス科/Roseiflexaceae
- Heliothrix oregonensis

クロロソームがなく、バクテリオクロロフィル a のみをもち橙色を呈する。好熱性。
- Roseiflexus castenholzii

クロロソームがなく、バクテリオクロロフィル a のみをもち赤褐色を呈する。好熱性で、長野県中房温泉で発見された。通性好気性生物であり、嫌気条件では光合成従属栄養を営むが、好気条件では化学合成従属栄養で生育する。